# The Sin and the Sentence (singolo)
The Sin and the Sentence è un singolo del gruppo musicale statunitense Trivium, pubblicato il 1º agosto 2017 come primo estratto dal loro ottavo album in studio The Sin and the Sentence.

## Descrizione
Il brano viene pubblicato in anticipazione dell'annuncio dell'omonimo ottavo album in studio del gruppo; in quanto tale, è il primo brano pubblicato con il batterista Alex Bent e il primo, dopo la parentesi melodica di Silence in the Snow, a contenere parti vocali in growl del cantante Matthew Heafy. Ricco di riff thrash metal, contiene anche parti in doppio pedale e blast beat eseguiti da Alex Bent, quest'ultima tecnica assente nel precedente album Silence in the Snow.
Parlando del brano, il bassista Paolo Gregoletto ha detto:

## Video musicale
Il video ufficiale del brano è stato pubblicato il 1º agosto 2017.

## Formazione
- Matthew K. Heafy – voce, chitarra
- Corey Beaulieu – chitarra
- Paolo Gregoletto – basso
- Alex Bent – batteria, percussioni

## Classifiche
| Classifica (2017)               | Posizione massima |
| ------------------------------- | ----------------- |
| Stati Uniti (hard rock digital) | 17                |